# Centro Federal de Educação Tecnológica Celso Suckow da Fonseca
Centro Federal de Educação Tecnológica Celso Suckow da Fonseca (Szövetségi Technológiai Központ Oktatási Celso Suckow da Fonseca, CEFET-RJ) egy Rio de Janeiróban (Brazília) található oktatási központ.
Ez egy olyan intézmény, amely kurzusok széles skáláját kínálja Rio de Janeiróban, Brazília délkeleti részén.